# Korkeiche

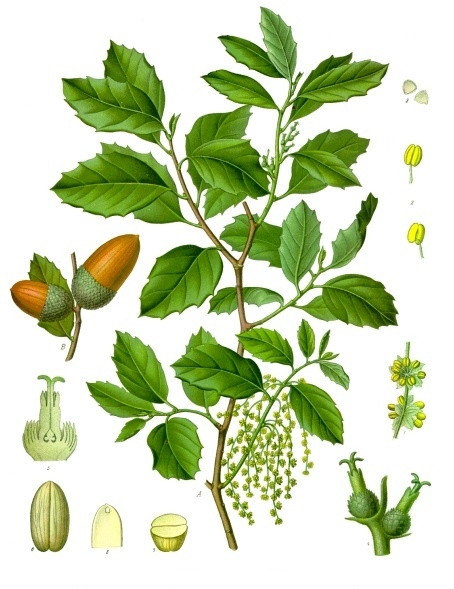
Illustration (Köhler’s Medizinal-Pflanzen 1887)

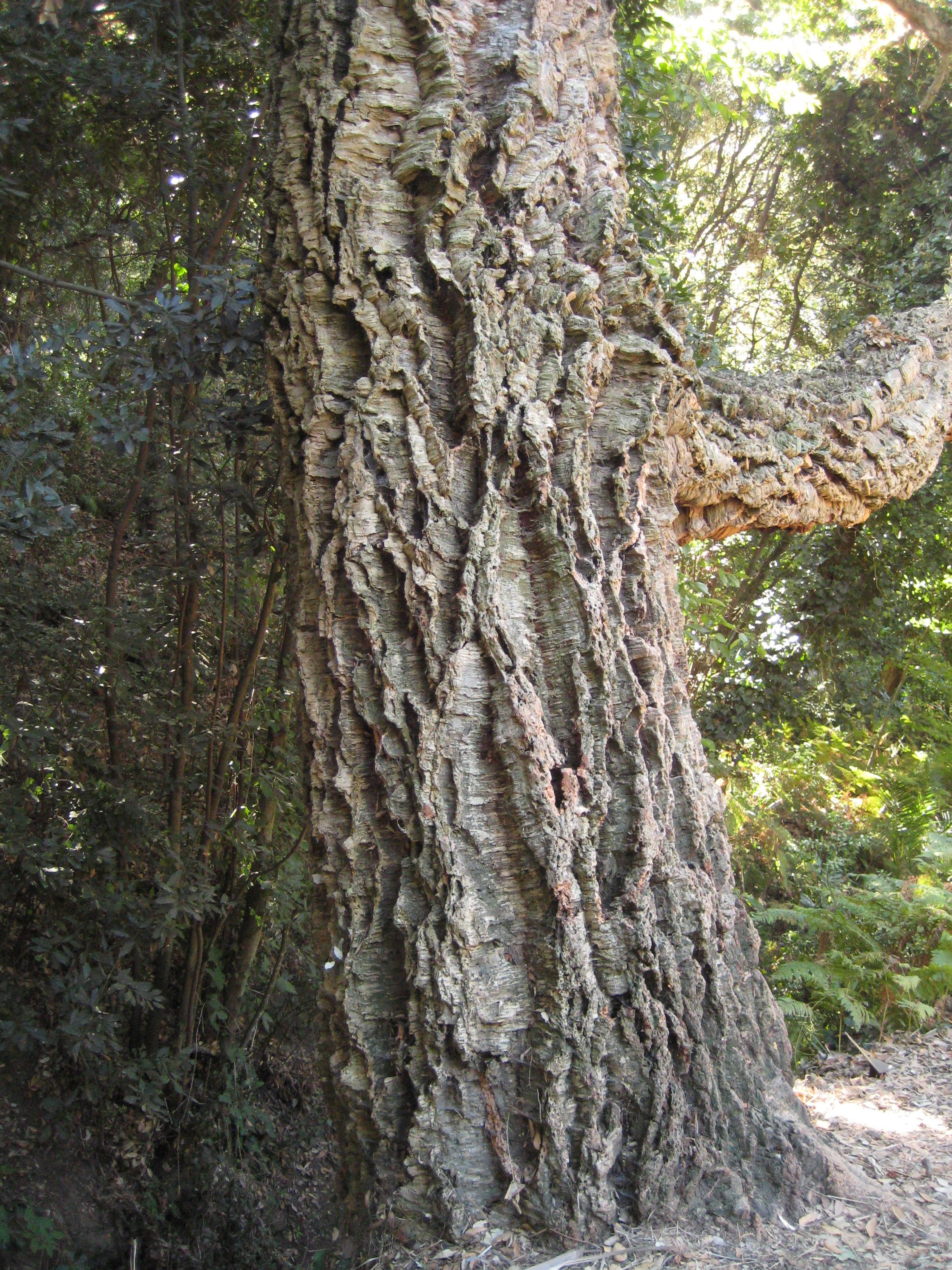
Ungeschälte, über 250 Jahre alte Korkeiche im botanischen Garten Domaine du Rayol - Le Jardin des Méditerranées, Côte d’Azur

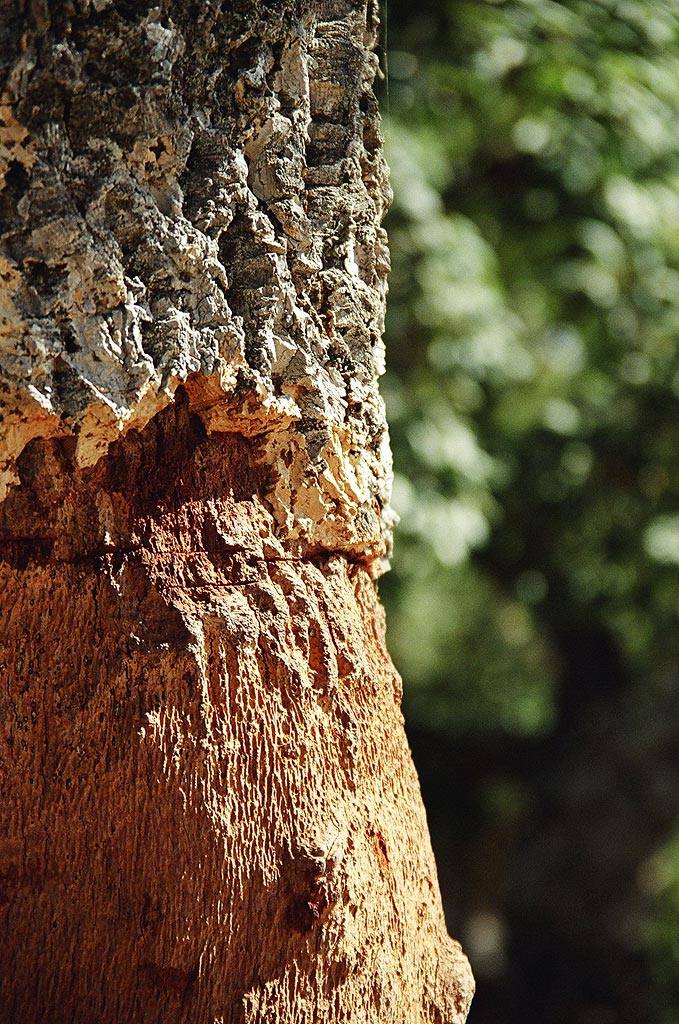
Teilweise abgeschälte Korkeiche

Die Korkeiche (Quercus suber L.), auch Pantoffelholzbaum oder Pantoffelbaum, ist ein immergrüner Laubbaum des westlichen Mittelmeerraums aus der Gattung der Eichen (Quercus). Sie erträgt Dürre und stellt geringe Ansprüche an die Bodenbeschaffenheit. In Mitteleuropa ist sie nicht winterhart. Namensgebend sind die dicken Korkschichten des Stammes, die zur Korkgewinnung genutzt werden. Ein einzelner Baum kann während seines Lebens 100 bis 200 Kilogramm Kork liefern. Korkeichenwälder beheimaten eine Vielzahl an Tier- und Pflanzenarten. Da Kork als Flaschenverschluss zunehmend von anderen Materialien verdrängt wird, sind diese Wälder als Bestandteil der Kulturlandschaft gefährdet und damit auch Tierarten wie der Pardelluchs vom Aussterben bedroht. Die Korkeiche wurde 2018 zum Europäischen Baum des Jahres gewählt.

## Beschreibung

### Erscheinungsbild und Borke
Die Korkeiche wächst als immergrüner Baum, der eine durchschnittliche Wuchshöhe von 10 bis 20 Metern oder in seltenen Fällen bis über 25 Meter und Stammdurchmesser (BHD) von 50 bis über 250 Zentimeter erreicht. Er bildet eine dichte und asymmetrische, in einer Höhe von 2 bis 3 Metern ansetzende Krone, die sich bei freistehenden Bäumen weit ausbreitet. Die Krone kann sich in mehrere voneinander abgesetzte, rundliche Teilkronen gliedern.
Die jungen Zweige sind dicht hellgrau oder weißlich behaart. Ältere Äste sind kräftig und knotig. Ältere Bäume bilden nur noch kurze Triebe mit Längen zwischen 7 und 15 Zentimeter.
Charakteristisch für die Korkeiche sind die dicken, längsrissigen Korkschichten der graubraunen Stammborke. Das Kambium der bei jungen Bäumen glatten Rinde bildet sehr früh eine Korkschicht, die drei bis fünf Zentimeter dick werden kann. Das leichte und schwammige Korkgewebe zeigt senkrechte Risse und ist an der Außenseite weiß, an der Innenseite rot bis rotbraun. Nach der Ernte des Korkes erscheint der Stamm rotbraun, später jedoch deutlich dunkler. Das Holz ist ringporig, hat ein braunes Kernholz und ein hellrötliches Splintholz. Die Korkeiche entwickelt eine Pfahlwurzel, die eine Tiefe von ein bis zwei Metern erreicht, und von der mehrere Meter lange, horizontal verlaufende Seitenwurzeln ausgehen. Die Bäume werden über 400 Jahre alt, beerntete Exemplare werden 150 bis 200 Jahre alt.

### Blätter
Die ledrigen Blätter sind wechselständig und werden 3 bis 5 Zentimeter lang und 1,5 bis 4 Zentimeter breit. Die Form variiert zwischen rundlich, oval und lanzettförmig -oval. Die Blattspreite hat an beiden Rändern fünf bis sieben scharfe Zähne und einen zugespitzten Vegetationskegel (Apex). Die Mittelrippe tritt an der Blattunterseite deutlich hervor, die Seitennerven erster Ordnung führen meist zu den Zähnen des Blattrandes. Die Blattoberseite ist hellgrün, die Blattunterseite weißlich und dicht behaart. Bei jungen Bäumen fehlt die Behaarung. Die Blattstiele werden 6 bis 18 Millimeter lang und sind ebenfalls behaart. Am Grund des Blattstiels stehen zwei schmal lanzettliche, fünf Millimeter lange und leuchtend rote Nebenblätter, die im ersten Jahr abfallen. Die neuen Blätter erscheinen in den Monaten April und Mai, in denen auch ältere Blätter abgestoßen werden. Sie bleiben meist zwei bis drei Jahre am Baum, seltener nur ein Jahr, letzteres besonders bei strengen Umweltbedingungen und an der Nordgrenze des Verbreitungsgebiets. Extrem kalte Winter können auch zur völligen Entlaubung führen.

### Blütenstand und Blüte
Die Korkeiche ist einhäusig getrenntgeschlechtig (monözisch), es treten sowohl weibliche als auch männliche Blüten an einem Exemplar auf. Die weiblichen Blüten bilden aufrechte Blütenstände in den Blattachseln junger Zweige. Diese werden aus einer 5 bis 30 Millimeter langen, behaarten Achse mit zwei bis fünf getrennten Blüten gebildet. Die weiblichen Blüten enthalten eine kleine, behaarte, vier- bis sechs-zipfelige Blütenhülle und drei bis vier Griffeln. Die männlichen Blütenkätzchen entstehen ebenfalls an den Blattachseln junger Zweige. Sie sind zu Beginn leuchtend rot und stehen aufrecht, ältere Kätzchen sind gelb und hängend, vier bis sieben Zentimeter lang und haben eine weißlich behaarte Achse. Die Einzelblüten sind ungestielt und haben eine außen dicht behaarte Blütenhülle, die beim Öffnen rot gefärbt ist. Die vier bis sechs Staubblätter sind weißlich mit gelben, eiförmigen Staubbeuteln. Sie sind länger als die Hüllblätter.

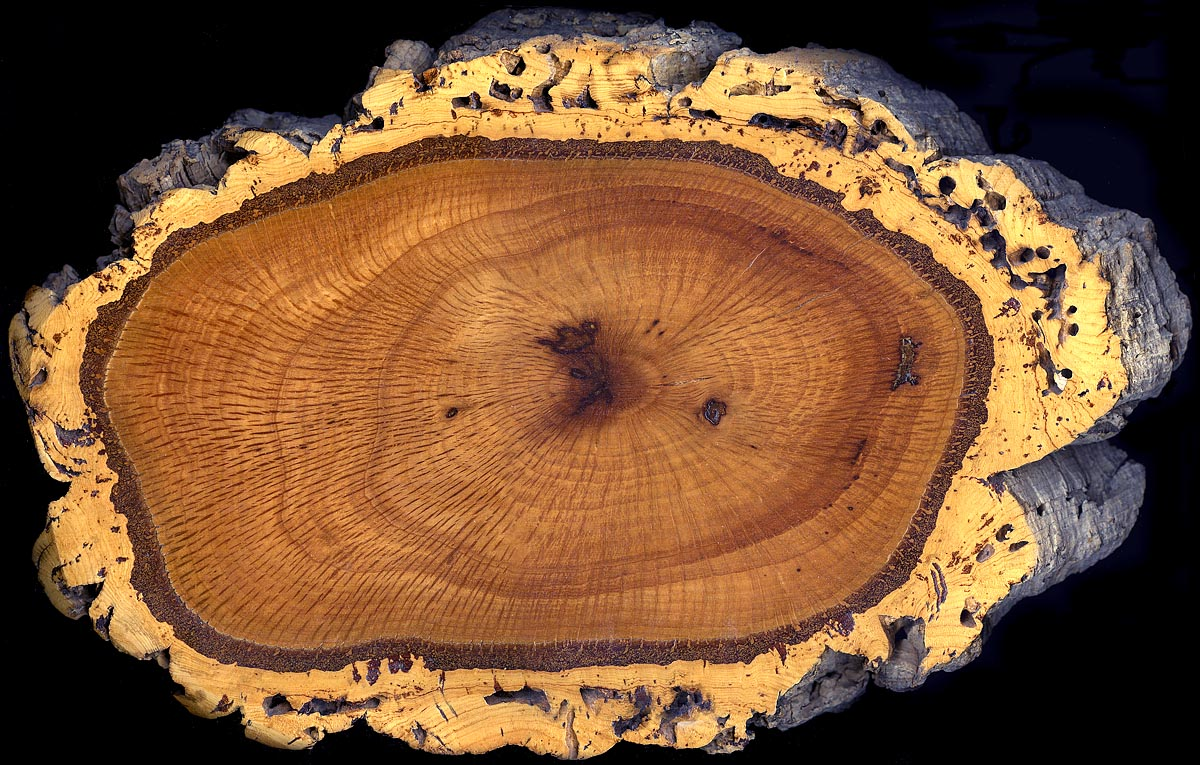
Frischer Stammquerschnitt
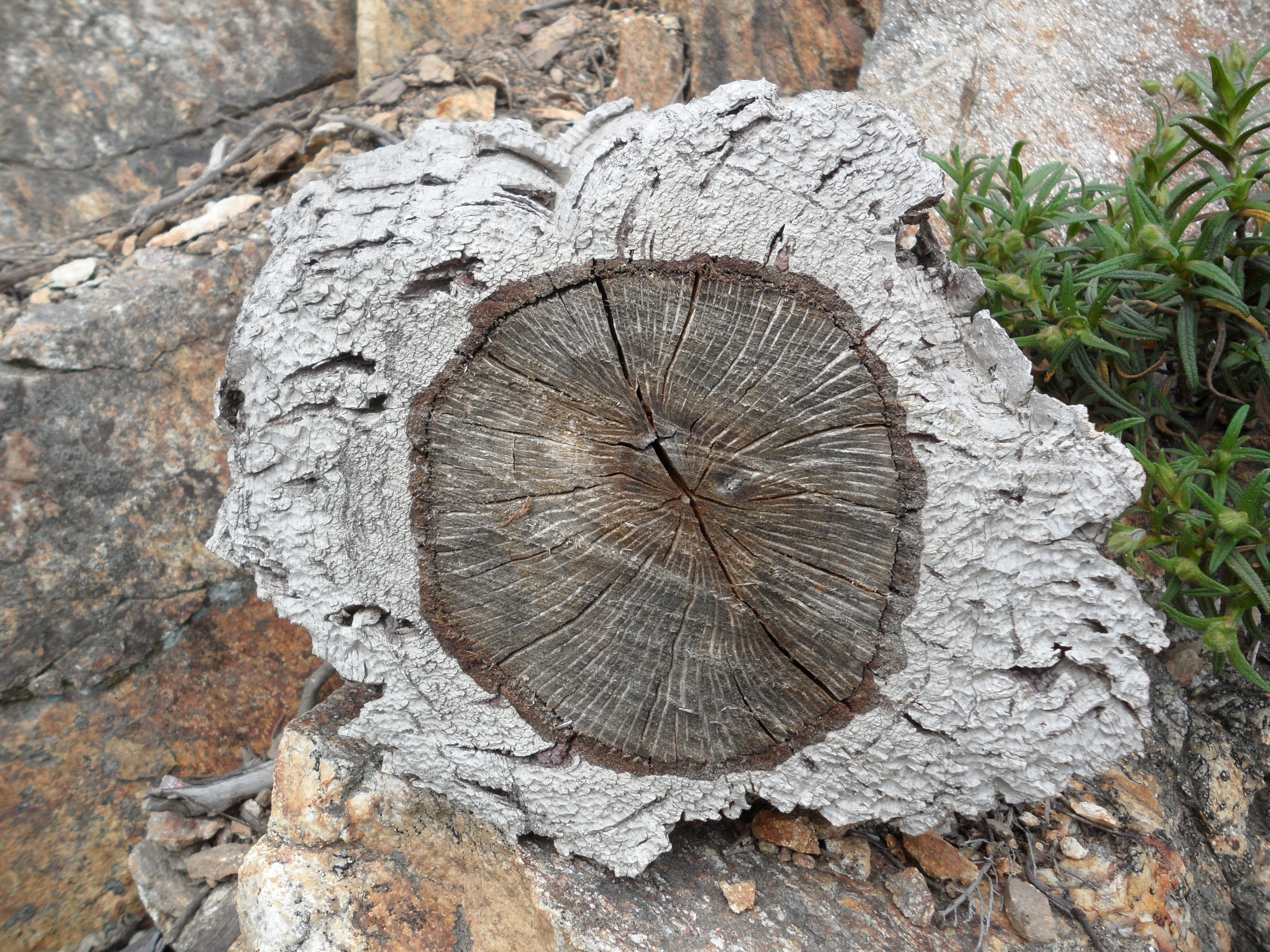
Verwitterter Stammquerschnitt, der Kork ist hellgrau, der Stamm dunkel
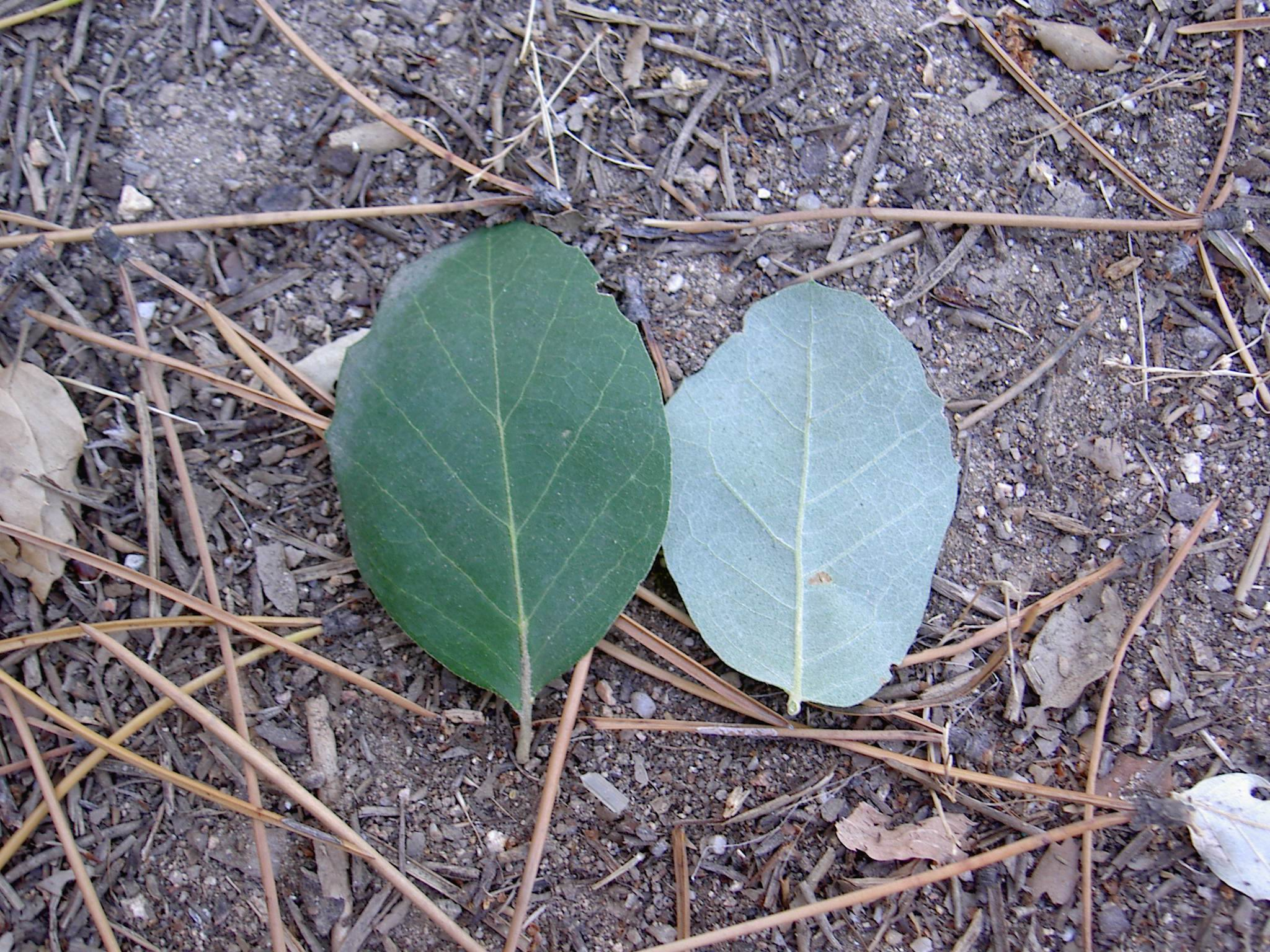
Korkeichenblatt: Vorder- und Rückseite
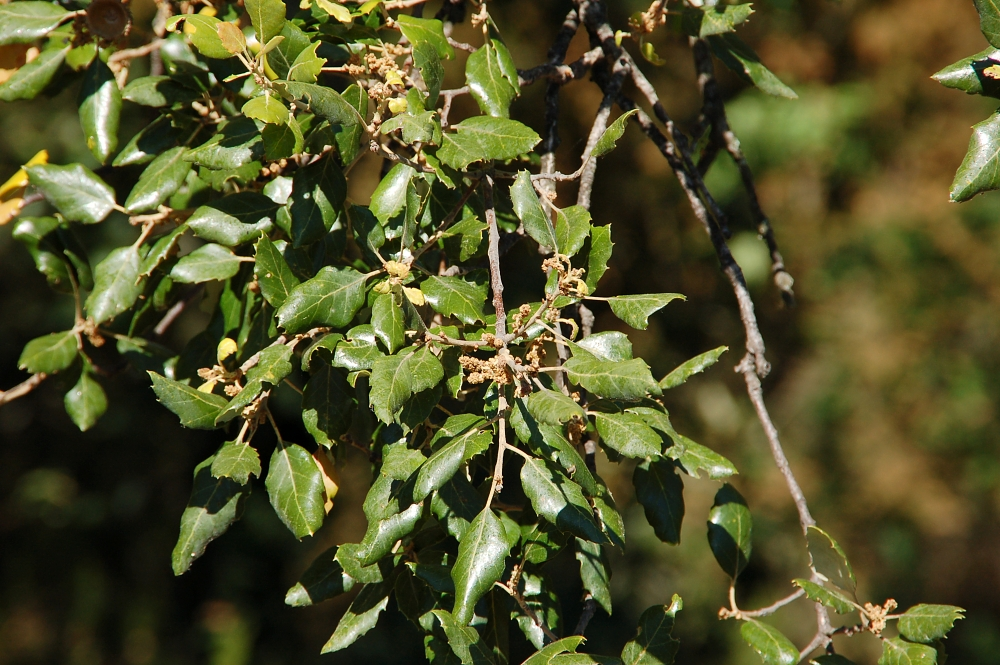
Blätter
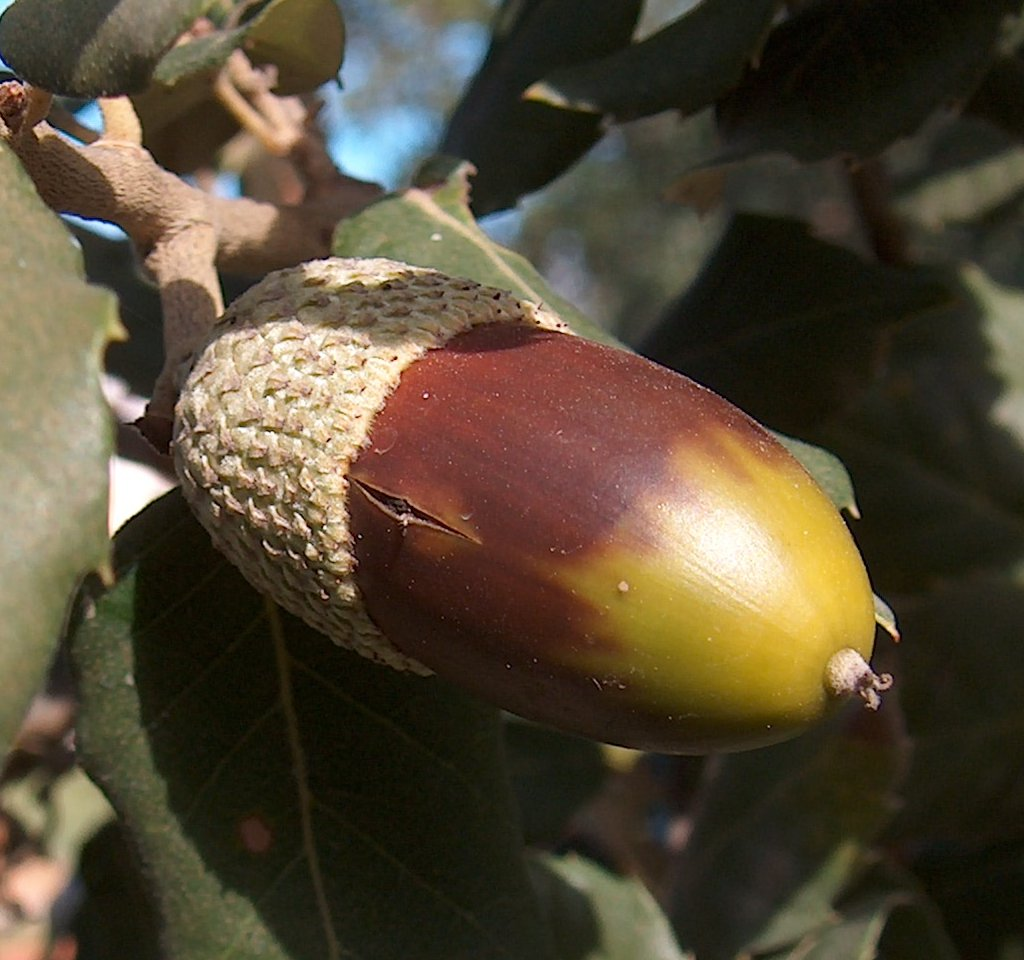
Eichel mit Fruchtbecher

### Fruchtstand, Frucht und Samen
Die Fruchtstände werden 0,5 bis 4 Zentimeter lang und tragen zwei bis acht Eicheln. Die Früchte werden etwa zur Hälfte durch den Fruchtbecher (Cupula) eingeschlossen, die Fruchtbecher haben Durchmesser von 2 bis 2,5 Zentimeter. Die oberen Schuppen der Cupula sind grau und behaart, bei der Unterart Quercus suber occidentalis liegen die Schuppen eng beieinander oder sind verwachsen. Die Größe der Eicheln variiert zwischen Längen von 2 bis 4,5 Zentimeter und Durchmessern von 1 bis 1,8 Zentimeter. Das Fruchtgehäuse (Perikarp) ist kahl, glatt und glänzend bräunlich rot. Das Hilum (die Ansatzstelle des Samens) ist konvex und hat einen Durchmesser von sechs bis acht Millimeter.

### Chromosomenzahl
Die Chromosomenzahl beträgt 2n = 24.

## Verbreitung und Standortansprüche

Natürliches Verbreitungsgebiet der Korkeiche

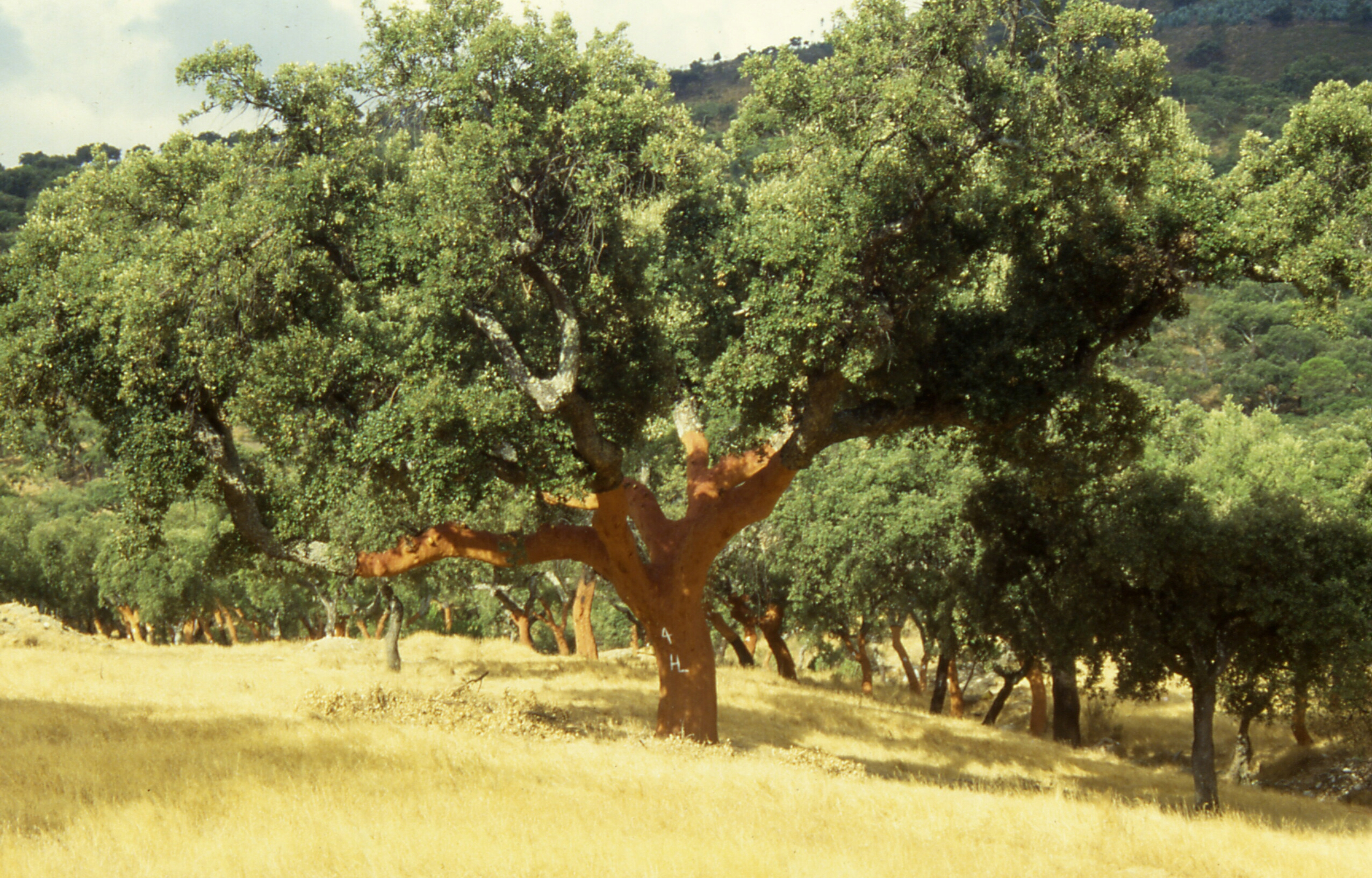
Korkeiche mit frisch geschälter Borke in Portugal

Das Verbreitungsgebiet der Korkeiche ist der Raum um das westliche Mittelmeerbecken. In Portugal bedecken natürliche und angepflanzte Bestände ein Gebiet von 750.000 Hektar. Natürliche Bestände der Nominatform gibt es in Höhenlagen zwischen 150 und 300 Meter über dem Meeresniveau, die Unterart occidentalis findet man entlang der atlantischen Küste. In Spanien bleiben die Vorkommen meist unter einer Höhe von 600 Metern, erreichen aber selten auch Höhen von 1200 Metern. In Zentralspanien sind Korkeichen selten. In Italien findet man natürliche Vorkommen entlang des Tyrrhenischen Meeres und im östlichen Apulien an der Adria. Ebenfalls an der Adria gibt es die Korkeiche an der dalmatinischen Küste. Auf Sardinien ist sie einer der häufigsten Waldbäume. Natürliche und vom Menschen geschaffene Vorkommen existieren in Afrika an der Mittelmeerküste von Tunesien, Algerien und Marokko und in Höhenlagen bis 1000 Meter, am Hohen Atlas bis 2000 Meter. Außerhalb des natürlichen Verbreitungsgebiets wird die Korkeiche auf der Krim, im Kaukasus, in Indien und im Südwesten der USA kultiviert.
Die Unterart Quercus suber occidentalis gedeiht auch in milden Gegenden Englands.
Die Art ist sehr lichtbedürftig und kann in dichten Beständen nicht überleben. Sie ist wärmeliebend, wächst bei Jahresmitteltemperaturen von 13 bis 17 °C und erträgt Maximaltemperaturen bis 40 °C. Im Verbreitungsgebiet fällt die Temperatur nur selten unter den Gefrierpunkt, es werden aber Temperaturen bis zu −5 °C ohne Schäden und bis −10 °C ohne große Schäden ertragen. Die Korkeiche ist in Mitteleuropa nicht winterhart. Sie erträgt Dürre und überdauert sommerliche Trockenperioden durch die Reduzierung des Stoffwechsels. Eine jährliche Niederschlagsmenge von 500 bis 700 Millimeter gilt als optimal, an kühleren Standorten können bei ausreichender Luftfeuchte 400 bis 450 Millimeter ausreichen. Korkeichen stellen geringe Bodenansprüche und wachsen auch auf mageren, trockenen oder felsigen Standorten. Sie gedeihen kaum auf kalkhaltigen Böden, man findet sie jedoch häufig auf kristallinen Schiefern, auf Gneis, Granit und Sanden. Der Säuregrad des Bodens sollte zwischen pH-Werten von 4,5 und 7 liegen.
Die Korkeiche gilt als Pyrophyt, da sie mit ihrer dicken Borke ausgezeichnet vor Feuer geschützt ist.

## Ökologie

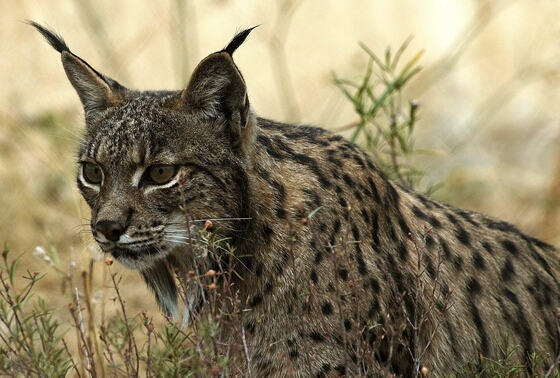
Der Pardelluchs, ein Bewohner der Korkeichenwälder Spaniens

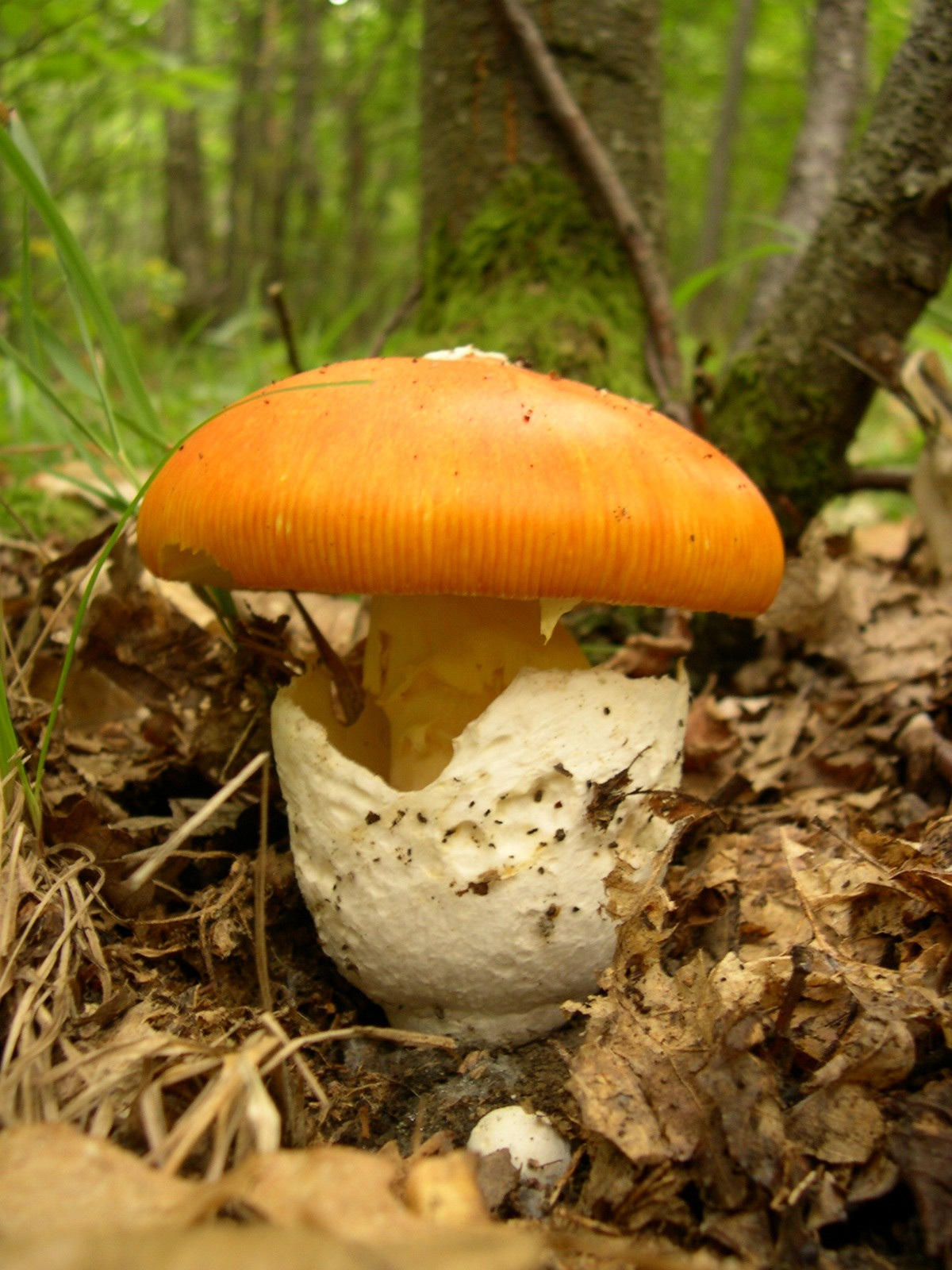
Der Kaiserling, ein Symbiosepartner der Korkeiche

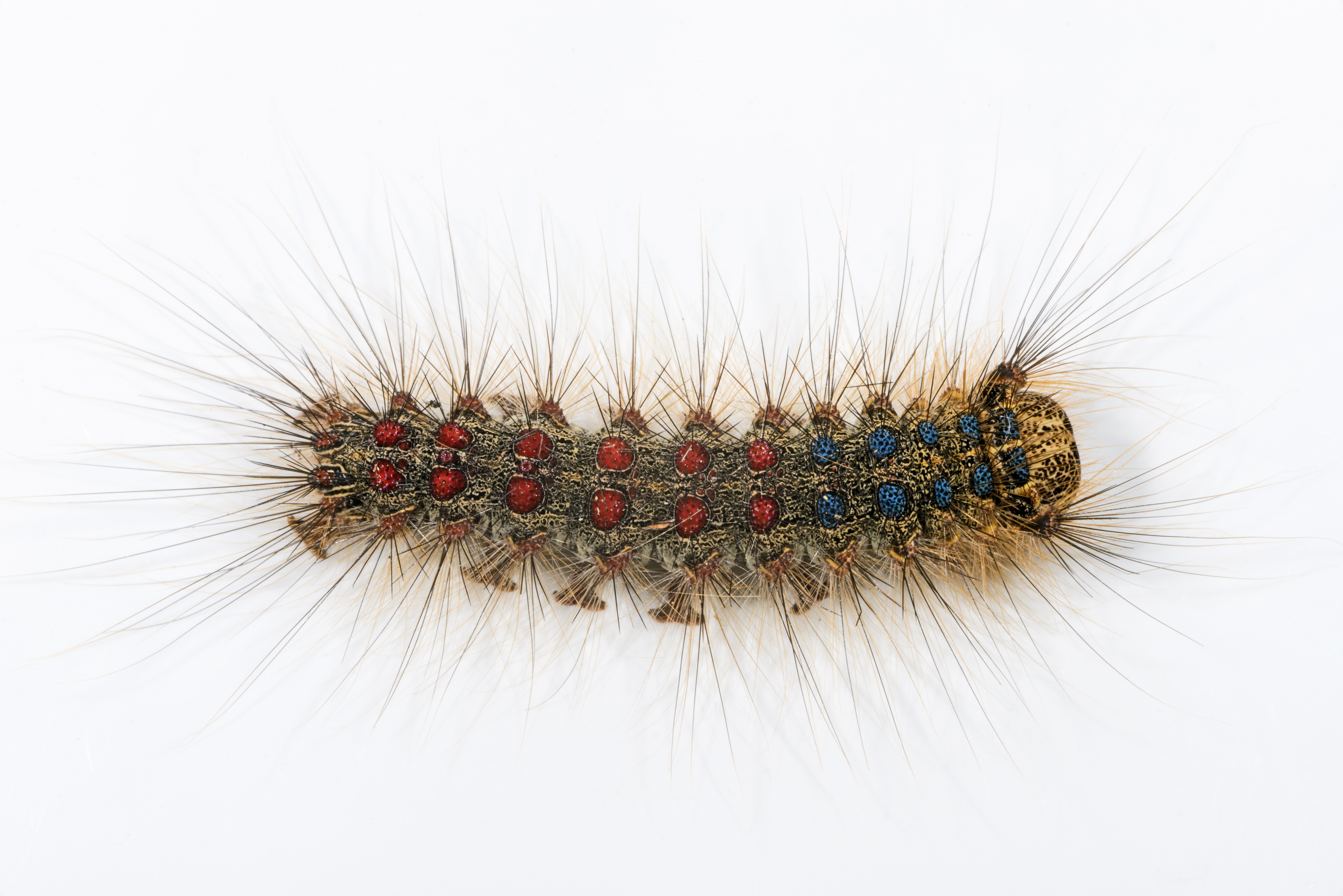
Raupe des Schwammspinners

In natürlichen Populationen wächst die Korkeiche gemeinsam mit der Steineiche (Quercus ilex), der Flaumeiche (Quercus pubescens), der See-Kiefer (Pinus pinaster), der Pinie (Pinus pinea), dem Westlichen Erdbeerbaum (Arbutus unedo) und dem Olivenbaum (Olea europaea), in kühleren Lagen auch mit der Edelkastanie (Castanea sativa). Neben diesen Baumarten kommen als strauchbildende Arten die Kermes-Eiche (Quercus coccifera), der Stechpalmen-Kreuzdorn (Rhamnus alaternus), Arten der Gattung Phillyrea, die Myrte (Myrtus communis), die Heide-Art (Erica scoparia), die Raue Stechwinde (Smilax aspera) und die Montpellier-Zistrose (Cistus monspeliensis) häufig gemeinsam mit der Korkeiche vor. Korkeichenwälder bilden die Heimat mehrerer seltener Arten, so auf der Iberischen Halbinsel für den vom Aussterben bedrohten Pardelluchs (Lynx pardinus) und den gefährdeten Iberienadler (Aquila adalberti), außerdem überwintert hier ein Großteil der europäischen Kranichpopulation. In den Korkeichenwäldern Tunesiens lebt der Berberhirsch (Cervus elaphus subsp. barbarus).

### Symbiose
Die Korkeiche geht mit mehreren Pilzarten eine Mykorrhiza-Symbiose ein. Dabei ist das Feinwurzelsystem der Eiche in engem Kontakt mit dem Myzel des Pilzes. Die Eiche erhält vom Pilz Wasser und Nährsalze im Tausch für Produkte der Photosynthese. Eine solche Symbiose existiert unter anderem mit folgenden Arten:
- Kaiserling (Amanita caesarea)
- Grüner Knollenblätterpilz (Amanita phalloides)
- Pantherpilz (Amanita pantherina)
- Amanita gilberti
- Herrenpilz (Boletus edulis)
- Scharfer Zinnober-Täubling (Russula rubra)

### Krankheiten und Fraßfeinde
Mehrere Schmetterlingsarten schädigen die Korkeiche, der bedeutendste ist der Schwammspinner (Lymantria dispar). Die Art legt ihre Eier in die Rinde der Äste und Stämme, die im Frühjahr schlüpfenden Raupen verteilen sich in der Krone und fressen sie kahl. Als biologisches Pflanzenschutzmittel gegen den Schwammspinner wird die Bakterienart Bacillus thuringiensis eingesetzt. Ein weiterer Schädling ist der Eichenwickler (Tortrix viridana), dessen Raupen Blüten und junge Blätter anfressen und diese mit Gespinstfäden zu typischen Wickeln zusammenrollen. Schäden an den Blättern richtet auch der Ringelspinner (Malacosoma neustria) an, der seine Eier in mehrreihigen Ringen an der Rinde dünner Zweige anklebt, und ebenfalls der Goldafter (Euproctis chrysorrhoea), dessen Raupen die Blätter skelettieren und nach Überwinterung im Frühjahr den Baum weiter schädigen. Ein spezieller Korkschädling ist der Prachtkäfer Coraebus undatus, der seine Eier in das Korkgewebe legt. Eine ebenfalls schädliche Käferart ist der Große Eichenbock (Cerambyx cerdo), dessen Larven lange Gänge in das Eichenholz fressen.
Ungünstige Klimaverhältnisse und Pilzbefall werden für die Schwächung von Bäumen und für Kronenschäden verantwortlich gemacht. Solche pilzlichen Schwächeparasiten sind Diploida mutila, Hypoxylon mediterraneum, Endothiella gyrosa und Vertreter der Schimmelpilz-Gattung Fusarium. Dürre und der Befall durch Parasiten gelten auch als Ursache für das Schwächesyndrom in Teilen Spaniens und Portugals.

## Systematik und Etymologie
Quercus suber ist eine Art der Sektion Cerris, der auch beispielsweise folgende Arten angehören:
- Wallonen-Eiche (Quercus ithaburensis) (Syn.: Quercus macrolepis, Quercus aegilops)
- Zerreiche (Quercus cerris)
- Quercus crenata
- Mazedonische Eiche (Quercus trojana)

Kennzeichnend für die Sektion sind das unbehaarte Perikarp und die meist zweijährige Reifezeit der Früchte. Die Korkeiche stellt dabei eine Ausnahme dar, weil die Früchte sowohl im ersten als auch im zweiten Jahr reifen können.
In der Art Quercus suber werden zwei Unterarten unterschieden: 
- Quercus suber subsp. suber: Nominatform
- Quercus suber subsp. occidentalis (Gay) Bonnier & Layens (Syn. Quercus occidentalis Gay): Sie unterscheidet sich von der Nominatform durch die Gestalt der Cupula-Schuppen, die längere Entwicklungsdauer der Früchte und die semi-immergrüne Belaubung. Das Verbreitungsgebiet der Unterart ist die portugiesische Atlantikküste.[3]

Mit der Zerreiche (Quercus cerris) und der Steineiche (Quercus ilex) bildet die Korkeiche Artbastarde.
Der wissenschaftliche Name Quercus suber leitet sich vom lateinischen Wort quercus ab, mit dem die Römer die Stieleiche (Quercus robur) bezeichneten. Das Artepitheton suber bedeutet im Lateinischen Korkeiche und auch Kork.

## Nutzung

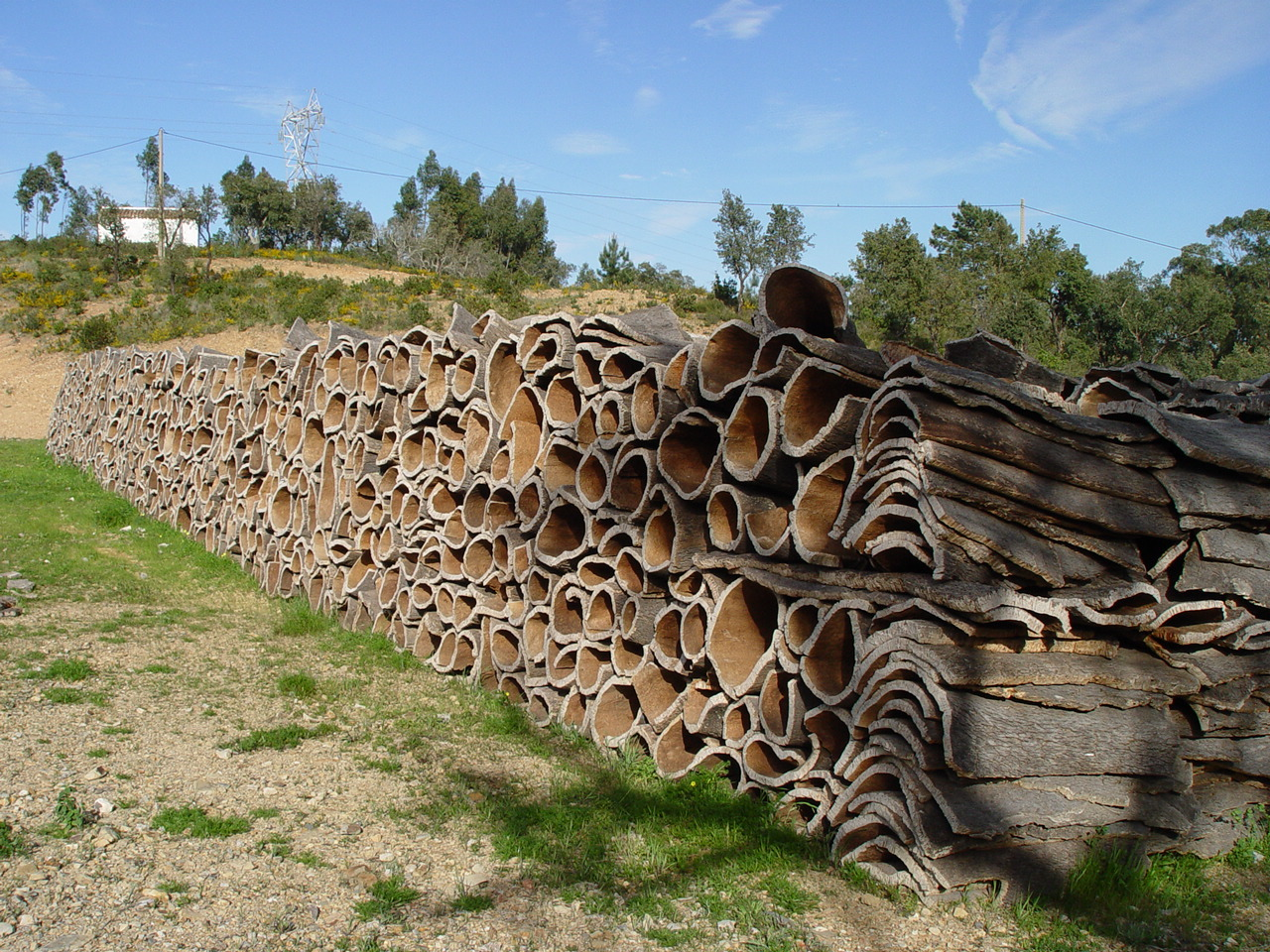
Lagerung der Rinden

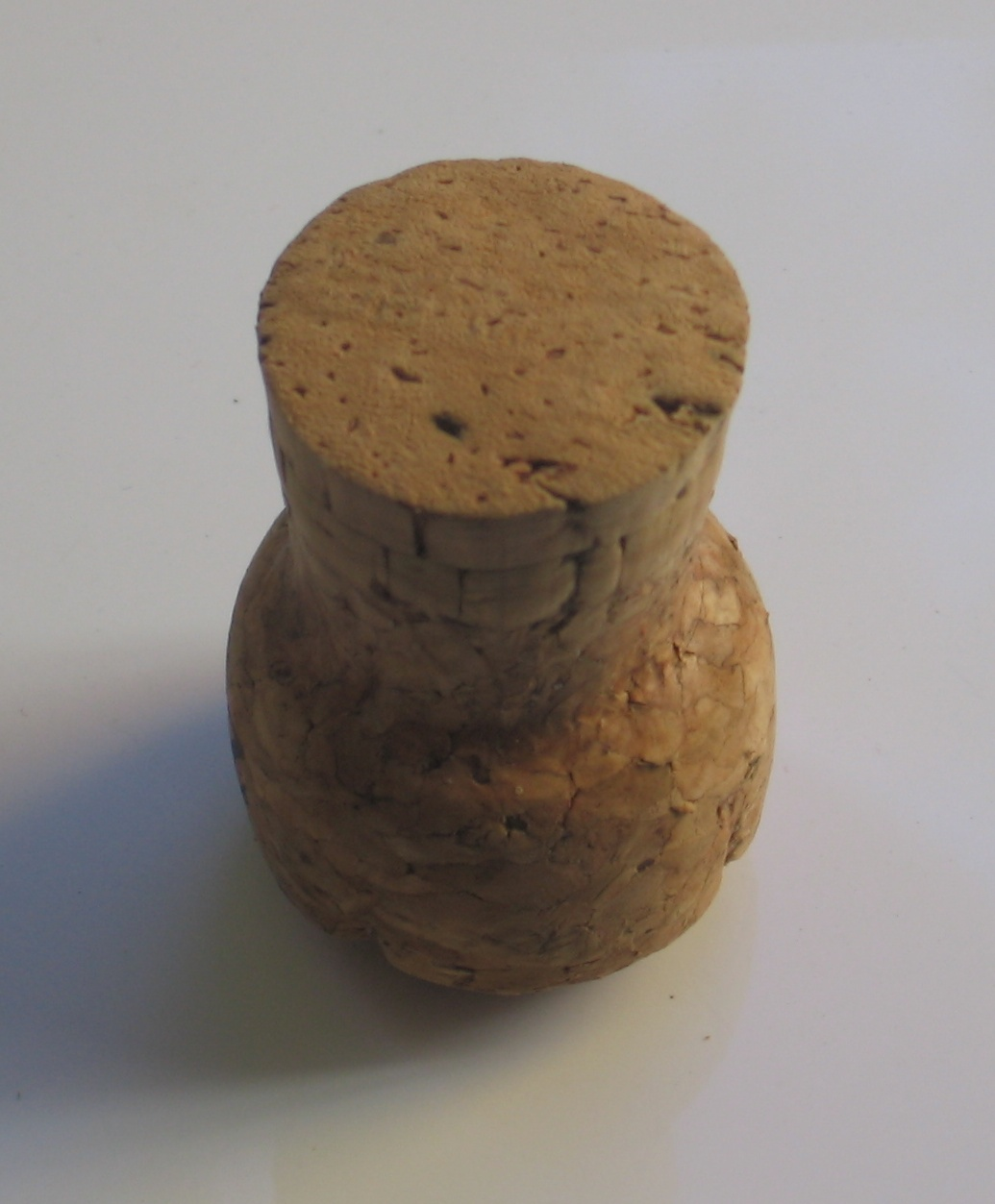
Champagner-Korken

Die Korkeiche wird zur Gewinnung von Kork in mehreren Mittelmeerländern angebaut. Die Zentren der Korkproduktion liegen in Süd-Portugal und Süd-Spanien, wo auf weiten Flächen niedrige Bäume mit großen Kronen und starken Ästen angebaut werden, die den höchsten Ertrag an Kork liefern. Diese größtenteils extensiv bewirtschafteten Habitate werden in Spanien Dehesas und in Portugal Montados genannt. Unter den Gesichtspunkten von Artenvielfalt und kulturellem Erbe werden sie als höchst wertvoll angesehen.
Der Kork besteht aus abgestorbenen, mit Luft gefüllten, dünnwandigen Zellen und enthält Zellulose und Suberin. Kork ist wärme- und schallisolierend, das Suberin verleiht ihm wasserabstoßende Eigenschaften. Die Korkschicht wird vom korkproduzierenden Phellogen nachgebildet und kann daher wiederholt geerntet werden, ohne den Baum zu stark zu schädigen. Die erste Ernte erfolgt nach etwa 12 bis 15 Jahren bei einem Stammdurchmesser von 20 bis 30 Zentimetern (BHD). Die erste Korkschicht wird „männlicher Kork“ genannt, ist noch wenig elastisch und rissig und wird nur für Isoliermatten verwendet. Erst die folgenden Korkernten liefern einen qualitativ höherwertigen Kork, den „weiblichen Kork“, der im vollen Umfang kommerziell genutzt werden kann. Den qualitativ besten Kork erhält man bei der zweiten, dritten und vierten Ernte. Korkernten erfolgen alle neun bis zwölf Jahre, wenn eine Schichtstärke von 2,7 bis 4 Zentimetern erreicht ist. Unter günstigen (warmen) Bedingungen kann die Ernte alle acht Jahre erfolgen, in Nordafrika alle sieben Jahre. Insgesamt kann eine Korkeiche fünf- bis zehnmal abgeerntet werden. Um die Verletzung der Stammoberfläche kleinzuhalten, kann auch alle drei Jahre geerntet werden, wobei nur ein Drittel der nutzbaren Oberfläche abgelöst wird. Eine wichtige Pflegemaßnahme ist die Astung, die etwa mit einem Alter von zehn Jahren beginnt und eine Höhe bis drei Meter erfasst. Eine Eiche liefert über ihre Lebensspanne etwa 100 bis 200 Kilogramm Kork, ein Hektar etwa 200 bis 500 Kilogramm pro Jahr.
Der Kork wird vor allem zur Herstellung von Stopfen und Korken verwendet, daneben zur Wärme- und Schalldämmung und für weitere technische Anwendungen (unter anderem Verbundwerkstoffe, Schuhsohlen, Bodenbeläge).
Die Flaschenkorkproduktion macht etwa 70 % der Wertschöpfung beim Korkanbau aus. Da die Naturkorken zunehmend durch Plastik- oder Blechverschlüsse ersetzt werden, könnte es zu einem deutlichen Rückgang der Korkeichenbestände in Südwesteuropa kommen, was die Artenvielfalt in diesen Gebieten gefährdet.
Genutzt wird auch die Rinde, die etwa zwölf Prozent gewinnbaren Gerbstoff enthält. Zusätzlich werden die Eicheln als Futter in der extensiven Schweinemast (Eichelmast) verwendet. Ein Baum kann 15 bis 30 Kilogramm Eicheln pro Jahr liefern.

## Korkeiche als Symbol

### Heraldik
Die Korkeiche ist in der Heraldik eine Wappenfigur und kommt eigentlich nur in Wappen von Gebieten mit den dem natürlichen Auftreten dieses Baumes vor.
Sie wird in Portugal von mehreren Städten im Stadtwappen geführt, so von der Stadt Reguengos de Monsaraz, das einen frisch abgeernteten Korkbaum zeigt.
In der portugiesischen Gemeinde Sobreira Formosa ist der Ortsname redend und bedeutet Korkeiche.
Im Wappen ist die Korkeiche an dem geschälten Stamm erkennbar. Ein mehr oder weniger breiter Streifen ist andersfarbig, meistens rot, dargestellt. Alle sonstigen Merkmale gleichen der Darstellung der Wappenfigur Eiche.

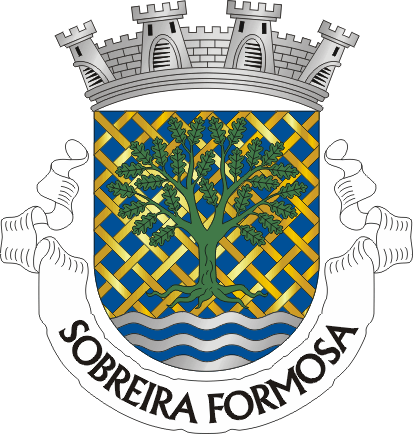
Sobreira Formosa redender Ortsname: Korkeiche
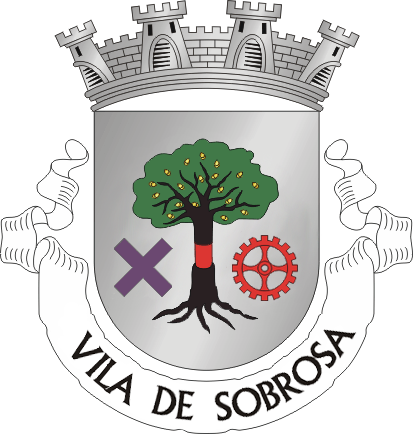
Sobrosa
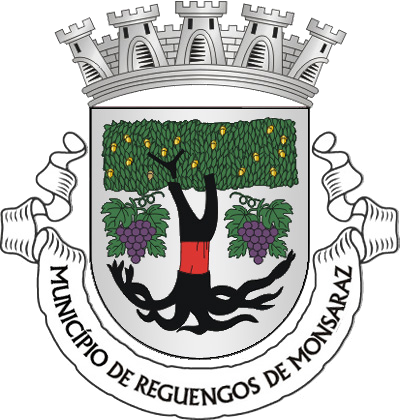
Wappen der Stadt Reguengos de Monsaraz
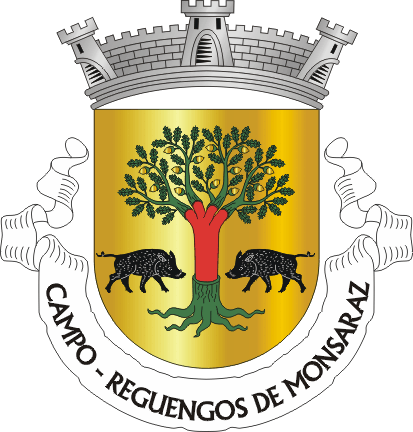
Campo (Reguengos de Monsaraz)

### Münzen
Im Jahr 2007 wurde in Portugal eine 2-Euro-Gedenkmünze mit dem Motiv einer Korkeiche zur Erinnerung an die portugiesische Ratspräsidentschaft der Europäischen Union ausgegeben.

Portugiesische Gedenkmünze 2007

## Nachweise